# Adam Laczkó
Adam Laczkó (* 2. dubna 1997, Bratislava) je slovenský fotbalový obránce a bývalý mládežnický reprezentant, od roku 2015 hráč A-týmu slovenského mužstva ŠK Slovan Bratislava. Nastupuje ve středu obrany, je bývalým mládežnickým reprezentantem Slovenska do 15, 18 a 19 let.

## Klubová kariéra
Svoji fotbalovou kariéru začal v klubu FK BCT Bratislava, odkud v mládežnických letech přestoupil nejprve do týmu FC Petržalka 1898 a poté do Slovanu Bratislava.

### ŠK Slovan Bratislava
V průběhu sezony 2015/16 se propracoval do seniorské kategorie Slovanu, avšak hrál pouze za rezervu neboli juniorku. V červnu 2016 uzavřel s týmem stejně jako Samuel Šefčík, Juraj Kotula, Dominik Greif, Patrik Pinte, Denis Potoma a Frederik Valach profesionální kontrakt.

#### Sezóna 2016/17
Svůj debut v A-mužstvu si odbyl 13. srpna 2016 v ligovém utkání 5. kola proti klubu MFK Ružomberok (prohra 2:3), když v 67. minutě vystřídal Lorenza Burneta. V ročníku 2016/17 se podílel na zisku domácího poháru, přestože ve finále hraném 1. 5. 2017 proti tehdy druholigovému týmu MFK Skalica nenastoupil. Jeho spoluhráči porazili soupeře v poměru 3:0. Během roku odehrál v lize pouze jedno střetnutí.

#### Sezóna 2017/18
V březnu 2018 podepsal se Slovanem novou smlouvou platnou na čtyři a půl roku. Na jaře 2018 se podílel se Slovanem na obhajobě zisku slovenského poháru z předešlé sezony 2016/17, i když ve finále hraném 1. května 2018 v Trnavě proti celku MFK Ružomberok (výhra 3:1) nehrál.

#### Sezóna 2018/19
V prvních dvou předkolech Evropské ligy UEFA 2018/19 v soubojích s moldavským mužstvem FC Milsami Orhei (výhry 4:2 a 5:0) a klubem Balzan FC z Malty (prohra 1:2 a výhra 3:1) nehrál. Za "belasé" nastoupil ve třetím předkole proti rakouskému celku Rapid Vídeň, se kterým Slovan po výhře 2:1 a prohře 0:4 vypadl. V sezoně 2018/19 získal Slovan mistrovský titul, na kterém se Laczkó částečně podílel.

#### Sezóna 2020/21
V jarní části ročníku 2020/21 pomohl Slovanu vybojovat již třetí ligový primát v řadě, i když v nejvyšší soutěži nastoupil pouze k jednomu utkání. Zároveň i díky němu tým získal podruhé v řadě po výhře 2:1 po prodloužení nad celkem MŠK Žilina domácí pohár a mužstvu pomohl poprvé v jeho historii k obhájení doublu.

### AS Trenčín (hostování)
V únoru 2019 odešel kvůli většímu hernímu vytížení ze Slovanu na roční hostování s opcí na přestup do týmu AS Trenčín. Ligový debut za Trenčín si připsal ve 22. kole hraném 9. 3. 2019 v souboji se Zemplínem Michalovce (prohra 2:4), nastoupil na celých devadesát minut. V zimě 2019/20 se vrátil do Slovanu a připravoval se s rezervou.

## Klubové statistiky
Aktuální k 19. červnu 2022
| Sezona    | Klub                   | Soutěž       | Zápasy | Góly |
| --------- | ---------------------- | ------------ | ------ | ---- |
| 2015/2016 | ŠK Slovan Bratislava   | Fortuna liga | 0      | 0    |
| 2016/2017 | ŠK Slovan Bratislava   | Fortuna liga | 1      | 0    |
| 2017/2018 | ŠK Slovan Bratislava   | Fortuna liga | 1      | 0    |
| 2018/2019 | ŠK Slovan Bratislava   | Fortuna liga | 5      | 0    |
| 2018/2019 | AS Trenčín (host.)     | Fortuna liga | 4      | 0    |
| 2019/2020 | AS Trenčín (host.)     | Fortuna liga | 1      | 0    |
| 2019/2020 | ŠK Slovan Bratislava B | DOXXbet liga | 1      | 0    |
| 2020/2021 | ŠK Slovan Bratislava   | Fortuna liga | 1      | 0    |
| 2021/2022 | ŠK Slovan Bratislava B | 2. liga      | 18     | 1    |